# De Sherman van Ede

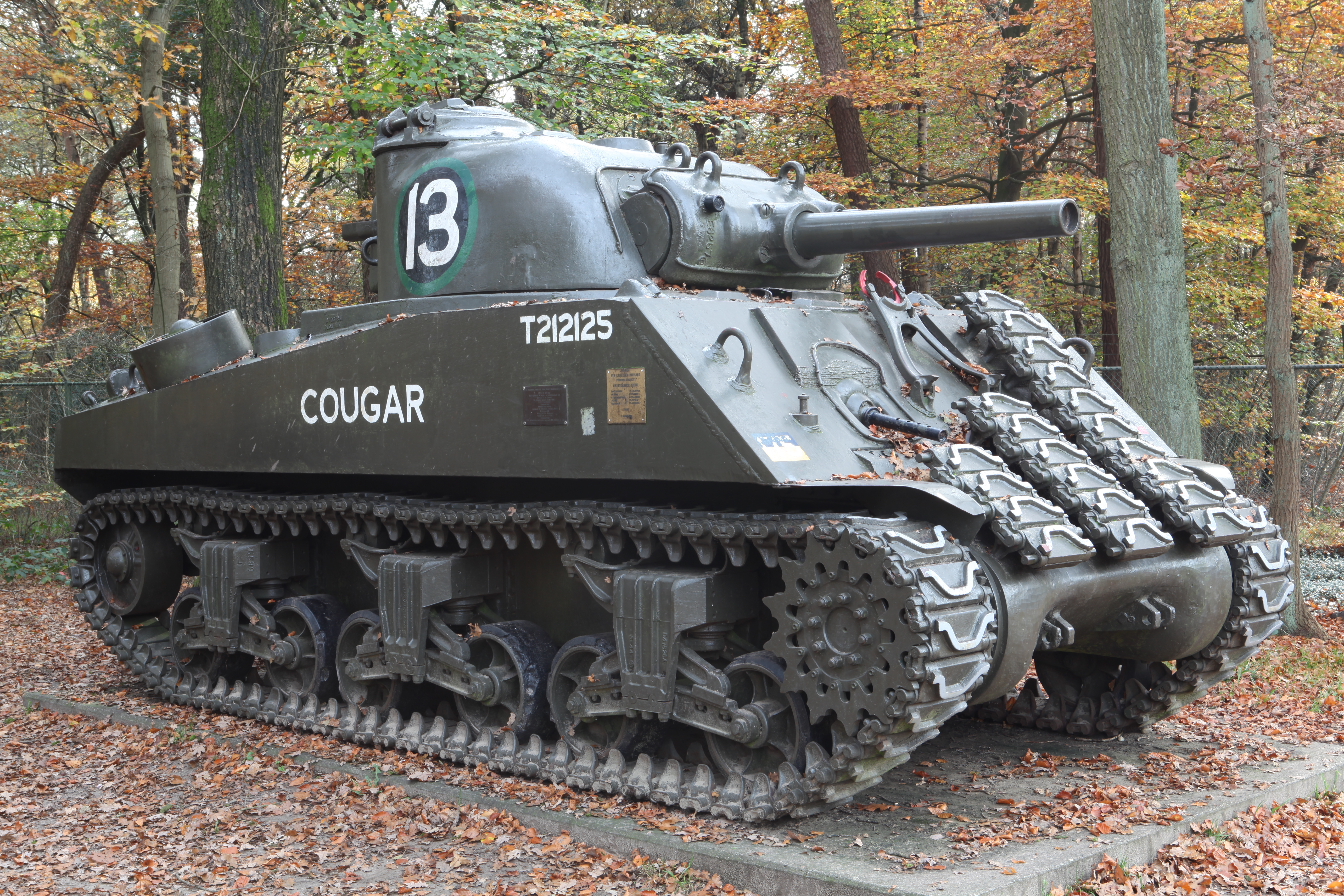
Shermantank te Ede

De Sherman van Ede is een kort stripverhaal uit 2020 over de bevrijding van Ede door Canadese soldaten in de Tweede Wereldoorlog (1945). Het scenario is geschreven door burgemeester van Ede René Verhulst en de cartoons zijn gemaakt door Jasper en Martijn Hendriksen.
Het stripverhaal is gemaakt voor kinderen van de groepen 8 uit Ede om ze op een toegankelijke manier te informeren over de bevrijding en het vieren en herdenken van 75 jaar vrijheid in Ede.

## Verhaal
Het stripverhaal gaat over de Edese kinderen Ellis en Michiel die de Canadese soldaten van de Canadese tank op de Langenberg, de "Cougar" helpen om Ede te bevrijden. Ze helpen bij het uitschakelen van een FLAK-kanon.

## Presentatie
Het was de bedoeling om het stripverhaal bij het Bevrijdingsfestival in april 2020 te presenteren voor groepen 8 van de basisscholen in Ede. De geplande presentatie was echter niet mogelijk door de coronacrisis. Het verhaal werd nu op 17 april 2020 online gepubliceerd, de dag waarop Ede 75 jaar eerder werd bevrijd.